# آماسرا
اماسرا (به ترکی: Amasra) یک سکونتگاه مسکونی در ترکیه است که در استان بارتین واقع شده‌است.
نام این شهر از نام آماستریس آخرین برادرزاده داریوش سوم آخرین شاهنشاه هخامنشی گرفته شده‌است. آماستریس پس از جدا شدن از شوهر خود لوسیماخوس حاکم مطلق مطلق این منطقه یونانی‌نشین شد.
مستعمره‌نشینان ایونی در سده هشتم پیش از میلاد به این منطقه رسیدند. آنها در اینجا سکونتگاه‌های مختلفی نظیر سزاموس، کیتوروس، کرومنا و کیوم بنا کردند. ایرانیان همواره بر مستعمره‌نشینان کرانه دریای سیاه غالب بودند و این منطقه در تصرف ایرانیان بود. اسکندر مقدونی با ورود خود به منطقه ماهیت یونانی آن را تقویت بخشید. دودمان‌های ایرانی بعدی مانند آماستریس فرهنگ یونانی منطقه را به حال خود باقی می‌گذاشتند. بین ۲۶۵ تا ۲۶۰ پیش از میلاد حاکم این منطقه به پادشاهی پونتی پیوست. این منطقه تا سال ۷۰ پیش از میلاد در دست یونانیان بود تا اینکه لوسیوس لیسینیوس لوکولوس آن را ضمیمه امپراتوری روم کرد.